# 迪爾普萊恩 (伊利諾伊州)
迪爾普萊恩（英語：Deer Plain）是位於美國伊利諾伊州卡爾霍恩縣的一個非建制地區。該地的面積和人口皆未知。

## 地理
迪爾普萊恩的座標為38°55′54″N 90°31′59″W / 38.93167°N 90.53306°W，而該地的平均海拔高度為138米（即453英尺）。